# 1. zračnoprevozni bataljon (Južni Vietnam)
1. zračnoprevozni bataljon (vietnamsko 1. Tieu-Doan Nhuy-Du; kratica 1. TDND) je bila padalska enota Armade Republike Vietnam.

## Zgodovina
Bataljon je bil ustanovljen s preoblikovanjem bivšega 1. bataljona vietnamskih padalcev; ob tem je bil dodeljen Zračnoprevozni skupini.
Avgusta 1973 je bil bataljon premeščen v Đà Nẵng, da bi okrepil obrambo. 

## Organizacija
- štab
- podporna četa
- 1. strelska četa
- 2. strelska četa
- 3. strelska četa
- 4. strelska četa